# Landeskunstausstellung Saar
Die Landeskunstausstellung Saar, auch Landeskunstausstellung des Saarlandes und SaarArt, ist eine alle vier bis fünf Jahre stattfindende Ausstellung mit Künstlern, die einen deutlichen Bezug zum Saarland haben. Die Ausstellung findet dezentral in mehreren Ausstellungshäusern im Saarland statt.

## Geschichte
Gegründet wurde die Landeskunstausstellung 1987 mit dem Ziel „die Qualität und Ausdrucksvielfalt der saarländischen Künstlerinnen und Künstler in einer exemplarischen Auswahl darzustellen und damit zugleich künstlerische Entwicklungen sichtbar zu machen“. Anfangs konnten sich Künstler an einer öffentlichen Ausschreibung bewerben, die im Saarland lebten, hier geboren waren oder mit dem kulturellen Leben des Landes in enger Verbindung standen. Über die Zulassung zur Ausstellung entschied dann eine Jury. Die Ausstellungen fanden bis 1997 im Zwei-Jahres-Rhythmus statt. Seit 2000 wird die Schau von einem Kurator mit zwei Mitarbeitern organisiert. Außerdem entfiel die öffentliche Ausschreibung. Der Rhythmus wurde auf vier bis fünf Jahre erweitert.

## Ausstellungen

### „Visionen 2000“
Kurator der neu konzipierten Ausstellung war Richard W. Gassen. In der Modernen Galerie des Saarlandmuseums, dem Museum St. Ingbert, dem Museum Schloss Fellenberg, der Galerie im Bürgerhaus Neunkirchen und dem Museum St. Wendel stellten insgesamt 140 Künstler aus.

### „Kunstszene Saar 2004: Im Augenblick“
Kurator war Georg W. Költzsch.

### 9. Landeskunstausstellung: „Dein Land macht Kunst“
Die 9. Landeskunstausstellung fand vom 21. Juni bis 31. August 2008 unter dem Motto Dein Land macht Kunst statt. Kurator Ralph Melcher lud 85 Künstler zur Ausstellung ein und zeigte mehr als 200 Werke an acht Orten im Saarland. Eine Sonderschau war Leo Erb zu dessen 85. Geburtstag gewidmet. Ausstellungsorte waren das Saarlandmuseum, das Saarländische Künstlerhaus, die Stadtgalerie Saarbrücken, das Museum Haus Ludwig in Saarlouis, das Institut für aktuelle Kunst im Saarland in Saarlouis, die Städtische Galerie Neunkirchen, das Museum St. Wendel und das Museum Schloss Fellenberg in Merzig.

### SaarART 2013
Kurator der 10. Landeskunstausstellung im Jahr 2013 war Andreas Bayer, der das Ausstellungskonzept neu ausrichtete. Erstmals bei einer Landeskunstausstellung wurden im Rahmen der SaarART 2013, neben den aktuellen künstlerischen Positionen, auch frühere Beispiele des regionalen Kunstschaffens integriert.
Mit dieser kunsthistorischen Kontextualisierung konnte erstmals bei einer Landeskunstausstellung des Saarlandes eine erweiterte, historisch übergreifende Form des Bild- und Werkdialoges an den verschiedenen Ausstellungsorten hergestellt bzw. die Frage nach der Aktualität gegenwärtiger künstlerischer Themen und Formen neu beleuchtet werden. Die SaarART 2013 zeigte vom 21. April bis 16. Juni 2013 mehr als 200 Exponate von 75 aktuellen Künstlerinnen und Künstlern sowie Werkbeispiele von 22 historischen Positionen, darunter Arbeiten von Monika von Boch, August Clüsserath, Hans Dahlem, Leo Erb, Leo Grewenig, Edgar Jené, Frans Masereel, Mia Münster, Otto Weil und Albert Weisgerber.
An insgesamt neun Ausstellungsorten - Saarlandmuseum Saarbrücken, Saarländisches Künstlerhaus Saarbrücken, Stadtgalerie Saarbrücken, Museum Schloss Fellenberg Merzig, Städtische Galerie Neunkirchen, Museum Haus Ludwig in Saarlouis, Weltkulturerbe Völklinger Hütte, Museum St. Wendel, KuBa-Kulturzentrum am EuroBahnhof Saarbrücken – wurde die Kunstszene des Saarlandes in einer medial vielfältigen und qualitativ hochwertigen Auswahl künstlerischer Projekte vorgestellt. Zusätzlich integrierte Andreas Bayer die vom Saarländischen Filmbüro organisierte „Filmschau der Großregion“ in sein Ausstellungskonzept und schuf hiermit ein weiteres Forum für Video- und Filmkunst, u. a. aus Frankreich und Belgien.
Weiterhin wurde im Rahmen der SaarART 2013 der Medienkunstpreis des Saarländischen Rundfunks an die Künstlerin Claudia Brieske verliehen, die ihre Video-Installation „Körperschleusen“ auf dem Gelände des Weltkulturerbes Völklinger Hütte zeigte.
Ein umfangreiches Begleitprogramm mit Künstlergesprächen, Konzerten, Performances, Führungen und einem besonderen Schwerpunkt in Vermittlungsprogrammen für Kinder und Jugendliche setzte an allen Ausstellungsorten besondere Akzente. Insgesamt verzeichnete die SaarART 2013 insgesamt 35.640 Besucher und war damit die bisher erfolgreichste Landeskunstausstellung.
Das Saarland stellte für das Ausstellungsprojekt ein Budget in Höhe von 150.000 Euro zur Verfügung. Weitere Fördergelder in Höhe von 80.000 Euro konnten von Sponsoren eingeworben werden.
Das neue Design zur SaarART 2013 wurde von der Saarbrücker Agentur Bureau Stabil konzipiert. Zur Unterstützung des Kurators war Kristin Schneider als wissenschaftliche Mitarbeiterin der SaarART 2013 tätig.

### SaarART 11
Die 11. Landeskunstausstellung fand vom 28. April bis zum 2. Juli 2017 statt. Kuratorin war die Kunsthistorikerin und Leiterin des Museums St. Wendel Cornelieke Lagerwaard. Rund 90 Künstler wurden an 13 Standorten im Saarland gezeigt. Neben den üblichen Museen und der Völklinger Hütte war auch die Lehrwerkstatt des ehemaligen Eisenbahn-Ausbesserungswerks Saarbrücken-Burbach sowie das ehemalige Kulturministerium, der Pingusson-Bau, als Ausstellungsfläche genutzt, da das Museum in St. Ingbert sowie die Moderne Galerie des Saarlandmuseums wegen Bauarbeiten nicht zur Verfügung standen.

### SaarART 2023
Die SaarART 2023 findet vom 16. Juni bis zum 17. September 2023 statt. Kuratorin ist die kunstwissenschaftliche Vorständin der Stiftung Saarländischer Kunstbesitz Andrea Jahn. Insgesamt 62 französische, luxemburgische und saarländische Künstler stellen an elf Ausstellungsorten im Saarland aus.